# Daouda Karaboué
Daouda Karaboué (Abiyán, Costa de Marfil; 11 de diciembre de 1975) es un exjugador de balonmano franco-marfileño, aunque es con la nacionalidad francesa con la que juega internacionalmente. Su posición es la de portero, puesto que compartió durante casi una década con Thierry Omeyer, de quien era su sustituto. Debutó con la selección de Francia un 5 de junio de 2004 contra la selección de Bielorrusia. En total disputaría 151 partidos con la selección francesa.
Aunque nació en Costa de Marfil, sus padres son naturales de Burkina Faso. Sus padres se divorciaron cuando Karaboué tenía sólo 2 años, emigrando su madre a Estados Unidos, quedándose él con su padre en Abiyán. En 1984 su padre se trasladaría a Francia, llevándose con él a Karabouré que contaba entonces con apenas 9 años.
Ganó la medalla de oro en los Juegos Olímpicos de 2008 en Pekín, con la selección francesa, derrotando en la final a Islandia.
Tras la finalización de la temporada 2012-13 se retiró a los 37 años de la práctica activa del balonmano.

## Equipos
- Mandelieu HB (1984-1993)
- Montpellier HB (1993-2000)
- VfL Hameln (2000-2002)
- Grashoppers Zürich (2002-2004)
- Montpellier HB (2004-2010)
- Toulouse Handball (2010-2013)

## Palmarés

### Montpellier
- Liga Francesa (2005, 2006, 2008, 2009, 2010, 2011, 2012)
- Copa de Francia (2005, 2006, 2008)
- Copa de la Liga (2005, 2007, 2008)

### Selección nacional

#### Campeonato del Mundo
- Medalla de bronce en el Campeonato del Mundo de 2005
- Medalla de oro en el Campeonato del Mundo de 2009
- Medalla de oro en el Campeonato del Mundo de 2011

#### Campeonato de Europa
- Medalla de oro en el Campeonato de Europa de 2006
- Medalla de bronce en el Campeonato de Europa de 2008
- Medalla de oro en el Campeonato de Europa de 2010

#### Juegos Olímpicos
- Medalla de oro en los Juegos Olímpicos de 2008
- Medalla de oro en los Juegos Olímpicos de 2012